# Osmia concavoclypearis
Osmia concavoclypearis là một loài Hymenoptera trong họ Megachilidae. Loài này được Wu mô tả khoa học năm 1985.